# Panachage
Panachage es un tipo de sistema electoral que permite a los votantes distribuir sus  votos entre candidatos individuales pertenecientes a diferentes listas de partido.
Se utiliza en sistemas de  listas abiertas como el de Suiza y Luxemburgo, así como en las elecciones locales en algunos  Länder de Alemania y en las  elecciones al senado en España.
En Francia se utiliza este procedimiento para elecciones municipales en las ciudades de menos de 3500 habitantes.
La ventaja de este sistema radica en que el votante puede seleccionar los candidatos que prefiere, pero estos podrían ser de partidos con programas incompatibles. Además, los críticos con este sistema le achacan que no permite a la oposición crecer y que promueve el conservadurismo.

## Ejemplos
Luxemburgo
En el sistema electoral para la elección de la asamblea legislativa de Luxemburgo, el elector puede mezclar en su elección para las elecciones legislativas tantos candidatos como escaños tenga su circunscripción.
Argentina
En los comicios de Argentina entre los años 1912 y 1948 los electores tuvieron la posibilidad de tachar o adicionar candidatos en las listas.